# (33443) 1999 FZ18
1999 FZ18 (asteroide 33443) é um asteroide da cintura principal. Possui uma excentricidade de 0.19244070 e uma inclinação de 3.22732º.
Este asteroide foi descoberto no dia 22 de março de 1999 por LONEOS em Anderson Mesa.